# Pipistrel Velis Electro

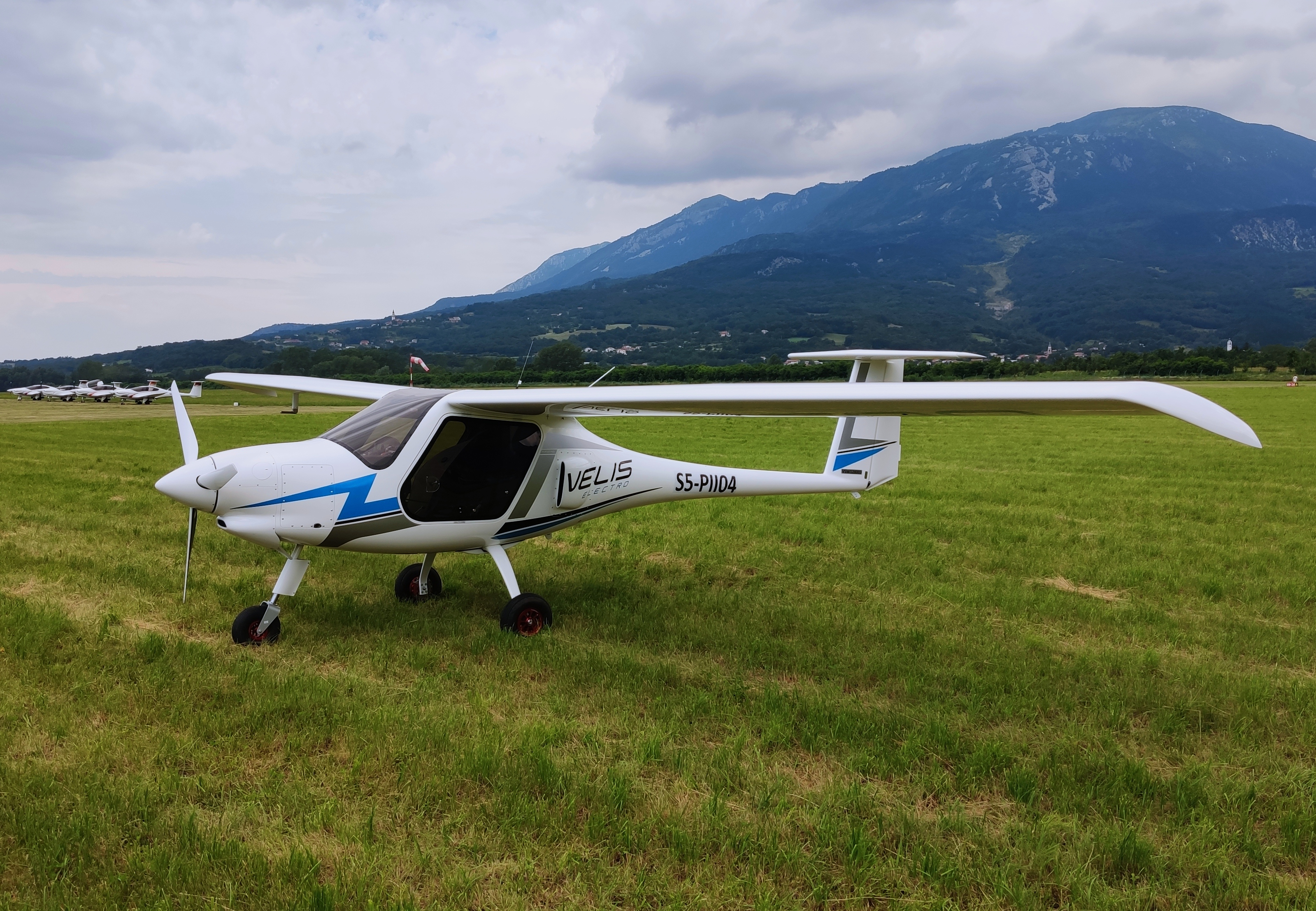
Pipistrel Velis Electro

De Pipistrel Velis Electro is een Sloveens elektrisch eenmotorig hoogdekker lesvliegtuig. Het door vliegtuigbouwer Pipistrel geheel van composietmateriaal geconstrueerde trainingstoestel met twee zitplaatsen  is in juni 2020 volledig EASA CS-LSA electric type certified.
De Velis Electro is een directe afgeleide van de Pipistrel Virus. Het ontwerp heeft een side-by-side cockpit met daarachter een slanke kokervormige romp met T-staart. De maximumvluchtduur bedraagt 50 minuten plus reserve. De Velis wordt voortgedreven door een vloeistofgekoelde 57,6 kW (77 pk) elektromotor, die wordt gevoed door twee 11 kWh lithium vloeistofgekoelde batterijen. De luchtinlaat in de vliegtuigneus en aan de rompzijkant dient voor de luchtstroom naar de radiator ten behoeve van de batterij- en motorkoeling. De batterij oplaadtijd van 30-100% bedraagt 2 uur.

## België en Nederland
Het Nederlands Lucht- en Ruimtevaartcentrum (NLR) heeft sinds 2018 een Pipistrel Velis Electro in bezit om onderzoek te doen naar elektrisch vliegen. Sinds 2021 biedt E-Flight Academy op Luchthaven Teuge vliegopleidingen aan op de Pipistrel Velis Electro, met vier van deze elektrische vliegtuigen.
Vanaf 2021 deed ASL hetzelfde met twee vliegtuigen op de luchthaven van Luik, vanaf 2024 verhuisden deze naar de luchthaven van Antwerpen.

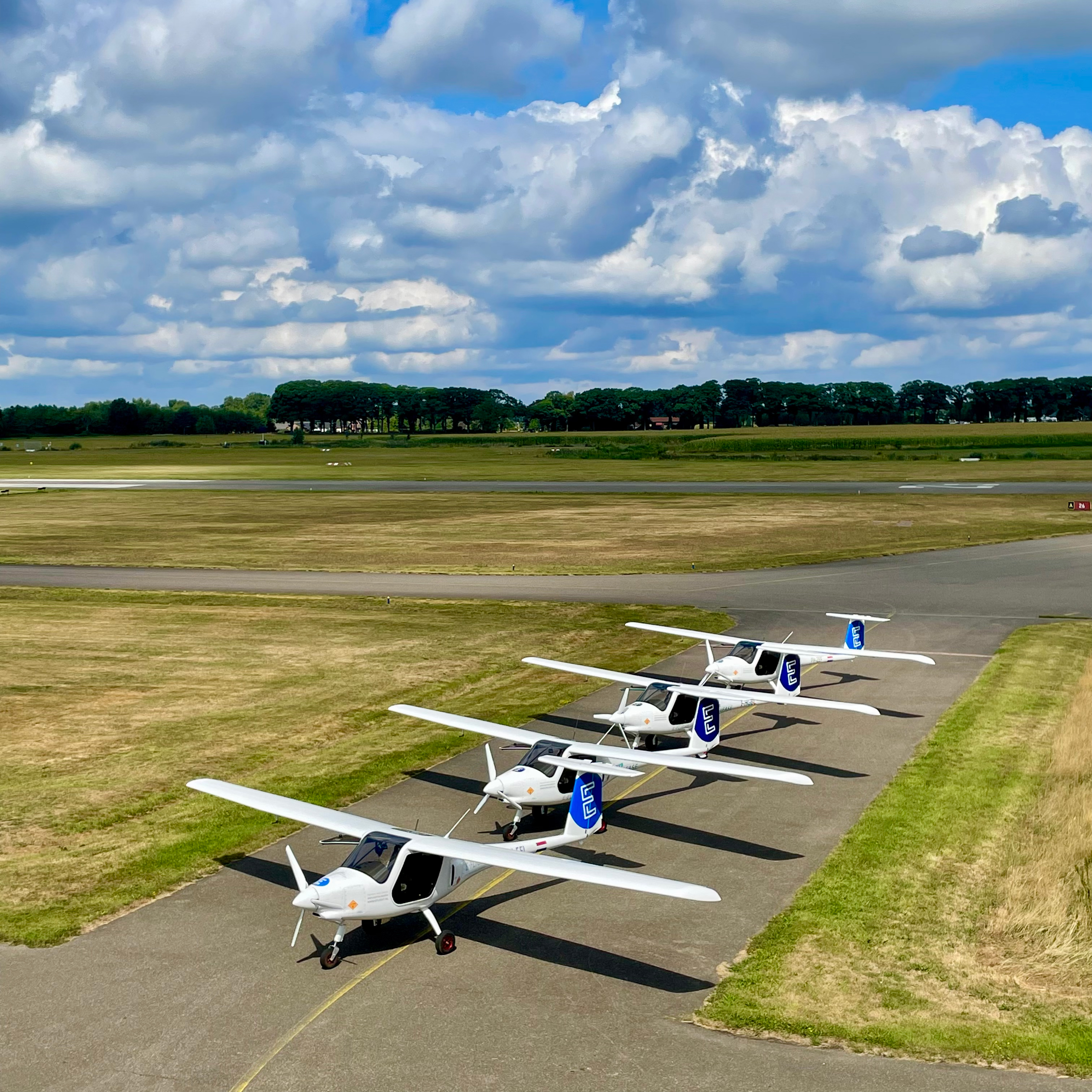
E-Flight Academy Vloot

## Specificaties
- Type: Pipistrel Velis Electro
- Fabriek: Pipistrel
- Bemanning: 1
- Passagiers: 1
- Rol: Lesvliegtuig
- Lengte: 6,47 m
- Spanwijdte: 10,71 m
- Leeg gewicht: 428 kg
- Maximum gewicht: 600 kg

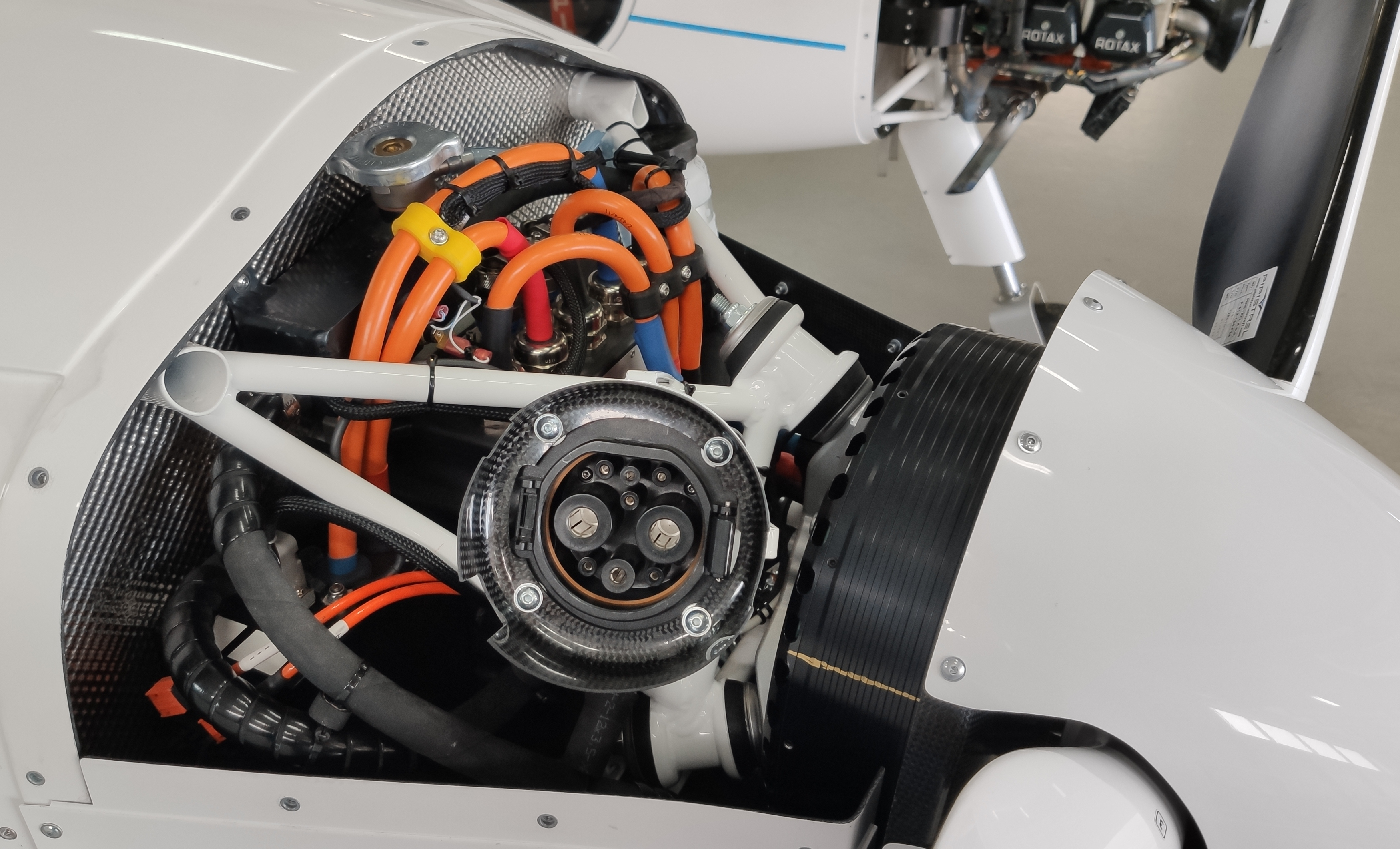
Pipistrel Velis Elektromotor

- Motor: 1 × Pipistrel E-811-268MVLC watergekoelde elektrische vliegtuigmotor, 57,6 kW (77 pk)
- Batterij: 2 x lithium 11,0 kWh.
- Propeller: drieblads
- Introductie: 2020
- Afgeleid van: Pipistrel Virus

Prestaties:
- Maximumsnelheid: 181 km/u
- Kruissnelheid: 170 km/u
- Overtreksnelheid: 83 km/u
- Never Exceed Speed: 200 km/u
- Klimsnelheid: 3,3 m/s
- Plafond: 3700 m
- Glijgetal: 15:1
- Maximum vluchtduur: 50 minuten plus VFR-reserve
- Maximum geluidsniveau: 60 dBa